# グエン・トーン

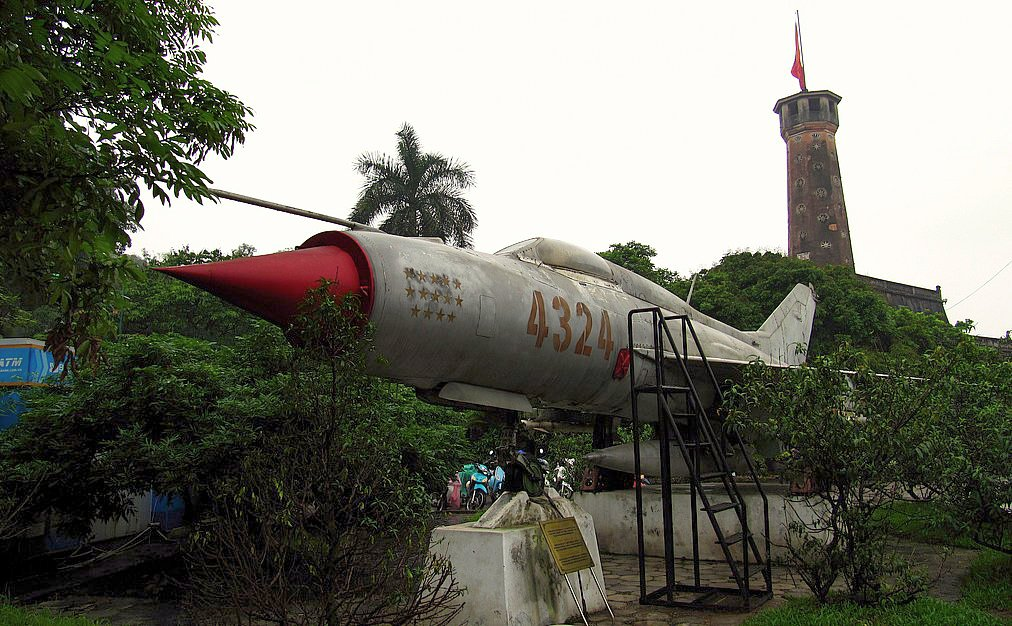
「トーン大佐」の乗機とされていた所属番号4326番のMiG-21戦闘機

グエン・トーン（Nguyen Toon）は、架空の北ベトナム空軍の撃墜王。単にトーン大佐（Colonel Toon）とも呼ばれたほか、墓場を意味するトゥーム（Tomb）の名でも呼ばれた。語られるところによると、ベトナム戦争中に13機のアメリカ機を撃墜し、1972年5月10日にアメリカ海軍所属のF-4戦闘機によって撃墜され戦死したとされる。このF-4戦闘機に搭乗していたのはパイロットのランディ・"デューク”・カニンガム大尉とレーダー手のウィリアム・“アイリッシュ”・ドリスコル中尉である。

## ベトナム戦争中の伝説
「トーン大佐」の名が語られ始めたのはベトナム戦争後期になってからである。ベトナム上空の航空戦にて、アメリカ空海軍のパイロットはしばしば所属番号3020番のMiG-17戦闘機と所属番号4326番のMiG-21戦闘機を目撃したという。これらの機の先端には撃墜マークと思しき赤星のマークが13個あった。さらに、戦闘後にアメリカ軍が傍受した北ベトナム空軍側の通信でしばしば「トーン」（Toon/Tomb）の名が現れたことから、「13機撃墜のエースパイロットたるトーン氏」の存在が語られはじめたのである。
1967年から1972年にかけて、「トーン氏」はアメリカ軍パイロットらの間で一種の伝説と化していた。噂には尾ひれが付き、例えばフォーン（phong）なる名でも語られたほか、階級は大佐であるとか、苗字はグエン（Nguyen）であるなど出処のわからない情報が継ぎ接ぎされていった。いくつかの文書では、彼の名を「グエン・トゥアン」（Nguyễn Tuân）としている。これらの噂はアメリカ軍パイロットの心理状態に少なからず影響を与え、何人かは爆撃後の帰投を急いだり、MiGを目撃すると戦闘を回避するようになったという。
1972年5月10日、カニンガムとドリスコルのF-4戦闘機が3020号機を撃墜した。これが「トーン大佐」の最期とされていた。

## 真相について
当時の北ベトナム空軍では、少佐以上の高級将校をパイロットとして配置することは極めて少なかった。一部では、名の発音が類似したディン・トン（Đinh Tôn）やファム・トゥアン（Phạm Tuân）が「トーン大佐」と呼ばれていたパイロットの正体ではないかとも言われている。しかし、彼らはともにB-52爆撃機に対する防空任務に特化した訓練を受けていた軍人であり、撃墜王に値するほどの撃墜記録を有してはいない。
当時のアメリカ軍では、戦闘機には専任のパイロットが配置されており、撃墜や損傷を受けるまでは乗り換えを行わないものと認識されていた。しかし、一方の北ベトナム空軍では、航空機保有数の都合から1つの戦闘機を多くのパイロットが共用していた。この認識の差から、アメリカ軍パイロットらは3020号機や4326号機が常に1人のパイロットによって操縦されていると錯覚し、ベトナム各地に出没する謎の撃墜王「トーン大佐」の伝説が生まれたと考えられている。
さらに、一部の研究者は「トーン/トゥーム」（Toon/Tomb）はベトナムにおいて一般的な姓名ではないため、北ベトナム空軍のコールサインをアメリカ軍が誤認したものではないかと指摘している。事実として、北ベトナム空軍では地上および艦隊と航空機の通信でパイロットの実名を使用していなかった。

## 戦後の調査
戦後、ベトナムにて「トーン大佐」に関する調査が行われた。これらによると、3020号機のMiG-17F戦闘機は第923飛行連隊所属機であり、アメリカ側で「グリーン・スネーク」と呼ばれていたパターンの緑色斑迷彩が施されていた。3020号機は複数のパイロットによって操縦され、少なくともこの機による8機の撃墜が確認されている。これを操縦したパイロットのうち、グエン・バン・ベイ（ベイA）とレ・ハイ（Lê Hải）の2人が特定された。彼らはともに撃墜王の1人に数えられており、ベイは7機を、ハイは6機を撃墜したとされている。しかし、彼らは戦後も生存しており、カニンガムらによって撃墜された際のパイロットではなかった。
4326号機のMiG-21PF戦闘機は第921飛行連隊所属機であり、かつてはバチマイ飛行場の博物館に展示されていた。4326号機も多くのパイロットによって操縦され、少なくとも13機の撃墜が確認されている。また、パイロットのうち6人は人民武装力量英雄の称号を得ている。この中には9機（米側認定では7機）を撃墜し、北ベトナム空軍最高の撃墜王となったグエン・バン・コクも含まれる。
一方、北ベトナム空軍の公的な記録によれば、4326号機はMiG-21PFの4324号機と同一機であるという。4324号機は第921飛行連隊に所属した作戦機で、12人のパイロットが搭乗し、69回の空戦に参加、1967年11月から1968年5月までに14機のアメリカ軍機を撃墜したという。この機はまた、パイロットの3/4が敵機を撃墜していることから幸運の機と呼ばれていた。パイロット12人のうち、9人が敵機を撃墜し、8人が撃墜王に数えられた。また、7人が人民武装力量英雄の称号を得て、5人が将官にまで昇進している。現在、この4324号機はハノイのベトナム軍事歴史博物館に展示されている。